# 傑克·克盧格曼
傑克·克盧格曼（英語：Jack Klugman，1922年4月27日—2012年12月24日），美國老牌演員，因為在電視劇《神勇法醫官》飾演昆西醫生而聞名。曾在電影《十二怒漢》飾演第五個陪審員；亦有在1968年的電影《大偵探》演出。
2012年12月24日，在美國加州洛杉磯病逝。